# 女神異聞錄4
《女神異聞錄4》（簡稱「P4」）是Atlus於2008年7月10日在索尼PlayStation 2平台發售的角色扮演遊戲，為《女神轉生系列》的分支《女神異聞錄系列》中第四部本傳作品，本作的主題顏色為「黃色」。游戏于2008年7月在日本和港台发售，同年12月在北美地区发售，并于2009年3月在欧洲和澳洲发售。《女神異聞錄4 黃金版》（簡稱「P4G」）為本作的加強版，不但增加了新的內容和角色，還對應PS Vita的連線機能。日版於2012年6月在PlayStation Vita平台发售；中文版於2012年8月在臺灣和香港發售；英文版分別於2012年11月和2013年2月在北美和欧洲發售；2020年6月13日遊戲在Steam平台發售Windows版，這也是《女神異聞錄系列》中繼《女神異聞錄Persona》後於PC平台發行的第二作，此版本在販售一個月後銷量達到50萬套並在一年後達成100萬套。2023年1月19日，黃金版在Xbox One、Xbox Series X/S、PlayStation 4與任天堂Switch等平台發售。
本作故事发生在虚构的日本小镇中，并与之前的《女神異聞錄系列》游戏间接相关。由玩家命名的主角是一名高中生，从城里搬到小镇生活一年。在这一年的生活期间，他利用人格面具的力量和伙伴们参与调查一桩神秘的连环谋杀案。该游戏增加了一个天气游戏系统，来取代前作《女神異聞錄3》中的月相游戏系统。前作採用手槍型召喚器召喚Persona，與前作具有相同世界觀的本作則未使用手槍召喚器，而是擊碎自身Persona 所對應的秘儀（Arcana）卡片進行召喚，而且無法在現實世界召喚。發售前有傳聞眼鏡是Persona 的召喚器，但實際是在電視世界中，只要帶上眼鏡就可以看清楚充滿濃霧的環境。
故事发生在富士山郊区的一个小镇上，意在成为一个「什么都没有的地方」，这是为了让从城市来的主角体恤其他原本生活在小镇上的角色的日常生活。制作人添加了许多游戏元素以防止游戏老套。由副岛成记继续负责人物设计。游戏在日本发售时，诸如角色服饰和配饰等周边商品也开始发售。这款游戏的北美版包装裡还带有一张精选音乐CD，与前作《P3》不同，欧洲实体版还包含了一张配乐CD。音樂与《P3》一样，主要由目黑将司负责。本作的各种歌曲由平田志穗子担任主唱，包括主题曲《Pursuing My True Self》。
本游戏受到了諸多關注，并自此开发了數個衍生游戏，另有不同載體的漫画和輕小說等關連作品發行。由動畫國際公司改编的動畫《Persona4 the ANIMATION》，简称「P4A」，在2011年10月至2012年3月期间於日本播出；由A-1 Pictures制作的改编动画《Persona4 the Golden ANIMATION》，简称「P4GA」，于2014年7月开播。ATLUS於2012年3月1日推出街機格鬥遊戲《女神異聞錄4 終極深夜鬥技場》，於2012年7月26日推出PS3和X360版本，遊戲舞台與《女神異聞錄4》一樣，描述在本傳事件2個月後的故事，除了增加新角色外，也加入了《女神異聞錄3》的人物；其續作《女神異聞錄4 無敵究極背橋摔》於2013年11月28日推出。音乐节奏游戏《女神異聞錄4 通宵熱舞》於2015年上市。

## 遊戲系統

《女神异闻录4》战斗中击倒一个阴影后获得额外一次行动“1 more”的截图。某些行动（如成功的攻击）将在顶部提示对话框。在屏幕左下方框中列出的战斗选项菜单，而螢幕右侧的人物头像指示每个成员的生命值和SP值。

《女神异闻录4》融合了传统的角色扮演遊戲和模擬遊戲元素。玩家控制游戏的主角是一个由玩家命名的十几岁男孩，他来到稻羽市小镇生活一年。游戏玩法分为稻羽市和日常生活的现实世界，以及神秘的“电视世界”，电视世界的迷宫中充斥着称为“阴影”的怪物。除了已设定好的事件（如情节进展或特殊事件）之外，玩家可以选择如何度过自己一天的生活，例如参加学校社团、兼职工作、阅读书籍或探索电视世界的迷宫获取经验和道具。一天分成几个不同的时间段，最常见的是“放学后/白天”和“晚上”，大部分行动都会消耗一个时间段。《女神异闻录4》增加了一个天气游戏系统，取代了《女神异闻录3》中的月相游戏系统，每周天气可以從天氣預報來確認。某些行动根据一天中的时间、星期几以及天气而有所限制，如果玩家当天探索电视世界，大多数夜晚时间将不能活动。此外，一些行动和对话选择可能受到主角的五个属性的限制：包容力、知识、勇气、毅力和表达力，这些属性可以通过一些相关行动或对话来提升这些属性。虽然玩家可以自由选择如何度过他们的日常生活，但如果在连续几天下雨后，城镇起雾时，如果他们未能拯救陷入电视世界的人，这个人将被阴影杀死并且游戏结束，然后迫使玩家返回到一周前。随着游戏的进行，主角与其他角色形成羁绊，这是自《女神异闻录3》起加入的“社群”（Community）系統，每个角色都代表大阿爾克那中的一张牌。随着羁绊的增强，社群的等级也会增加，当在天鹅绒房间创建新的人格面具时，会给予额外的经验奖励。此外，加强与“自称特别调查队”的成员的羁绊会给予他们更多的战斗能力，例如能够为他们进行后续攻击或额外的战斗能力。本作是《女神轉生系列》中，最為注重推理的一部。玩家必須要從遊戲裡找出事件犯人的真面目，能否進入真結局也要看玩家是否能滿足所有條件找出真相，若是找錯對象則會在無法徹底解決問題的情況下進入結局。只有完成所有條件才能發現事件的黑幕，並就此邁向真正的結局。在黃金版中則追加了新的社群，只有当真凶的社群到达一定等级才能知道真兇犯罪的動機。

### 人格面具
游戏的主要焦点围绕着「人格面具」（Persona），它是在人面对外界的事物时，表现在外的“人格”，也可以视为人为了面对各种困难，而将自己武装起来的“面具”。每个人格面具都拥有自己的技能，以及某些属性耐性和弱点。人格面具从战斗中获得经验并升级，人格面具就可以学习新技能，包括战斗中使用的攻击技能或支援技能，或者赋予人格面具本身的被动技能。每个人格面具最多可以拥有八项技能。虽然每个“自称特别调查队”的成员都有自己独特的人格面具，在他们的社群达到最大后能进化为更强大的人格面具，主角有能拥有多个人格面具的名为“不羁”的能力，他可以在战斗中切换不同的人格面具。玩家可以从战斗结束后的“Shuffle Time”获得新的人格面具，主角在升级后可以一次性携带更多的人格面具。在迷宫之外，玩家可以进入天鹅绒房间，玩家可以在其中合体新的人格面具，或者用钱召唤以前拥有过的人格面具。新的人格面具是通过融合两个或更多的人格面具来创建出来，新的人格面具可以继承之前人格面具的一些技能。可以合体的人格面具等级受限于主角当前的等级。如果玩家已经建立了与特定大阿爾克那相关的社群，那么与该大阿爾克那相关的人格面具将在合体后获得经验奖励。

### 战斗
在电视世界里，由玩家扮演的主角和最多三个其他角色组成的一个小队，以探索随机生成的迷宫，每个迷宫的样貌都与被绑架的受害者的内心世界相关联。在迷宫的每一层，玩家都可以遇到游荡的阴影，以及包含物品和装备的宝箱。玩家通过在每个楼层的某个随机生成的地方找到楼梯进入下一个迷宫，最终到达最后一层，与頭目战斗。玩家在与阴影接触时进入回合制战斗。玩家可以通过从后面攻击阴影获得优势，同时如果敌人从玩家后面攻击会给敌人带来优势。与其他《真·女神转生》游戏中使用的Press Turn系统类似，战斗是以使用装备武器、道具或其人格面具的特殊技能与敌人作战为基础进行的。除了玩家能直接控制的主角外，其他角色也可以被直接命令或选择不同的“战术”，从而改变他们的战斗AI。如果主角的生命值降为0，那么游戏结束，玩家将返回到标题界面。
人格面具的攻击技能属性分为物理、火、冰、风、雷、光、暗和全能属性。除了具有不同属性耐性或弱点的各种敌人之外，玩家角色也可以通过他们的人格面具或装备对某些属性攻击具有耐性或弱点。通过针对敌人的弱点属性进行攻击，玩家可以将其击倒，为攻击角色提供额外的一次行动，而如果敌人瞄准角色的弱点属性进行攻击，也可以获得额外的一次行动。如果玩家击倒了所有的敌人，玩家小队可以进行“全体攻击”（All-Out Attack），在这种攻击中，所有角色可对敌人造成重大的全能属性伤害。战斗结束后，玩家会获得经验值、金钱和战斗道具。在战斗结束后，玩家有一定概率开始名为“Shuffle Time”和“Arcana Chance”的迷你游戏，它可以分别奖励玩家新的人格面具或各种奖励。

## 故事簡介

### 背景设定与人物
本作发生在虚构的日本小镇稻羽市，该小镇处在河漫滩，拥有小镇自己的高中和商业街(但商業街因大型連鎖賣場開設而陷入蕭條)。在这个小镇发生了神秘的谋杀事件，尸体被发现悬挂在住宅的天线上，其死因未明。与此同时，一个谣言已经开始在小镇上流传，在下雨的夜晚观看关掉的电视机会通过「深夜電視」看到自己的真命天子。主角偶然间进入了电视世界，这是一个充满着叫做阴影的怪物的被雾所笼罩的地方，电视世界只能通过电视机进出。
本作主角是一位高中生，在后来的媒体中被命名为鸣上悠，他从城市搬到稻羽市上学。在学校里，他很快与当地朱尼斯八十稻羽店店长的儿子花村阳介、对武术非常感兴趣的精力充沛的女孩里中千枝、老铺子高级温泉旅馆的独生女天城雪子成为了朋友。游戏开始几天后，主角、花村阳介和里中千枝听信「深夜電視」的传言，导致他们偶然发现了电视世界并遇到了小熊，小熊看起来是一种友善的生物，是一个空心的大型小熊玩偶。使用人格面具，主角们组成一个特别捜查队来调查电视世界和神秘谋杀案之间的联系，想逮捕罪魁祸首。随着游戏的进展，该团队加入了新成员，其中包括：外表兇悍的男学生巽完二、转学的前偶像久慈川理世以及一名与警察合作的女扮男装的高中生侦探白钟直斗。

### 故事剧情
2011年4月11日，因为主角的父母去国外工作，主角转校到稻羽市的八十神高中，并将与他的刑警舅舅堂岛辽太郎和他的表妹堂岛菜菜子一起生活一年。就在他到达稻羽市几天后，一名电视播音员山野真由美被杀，她的尸体被倒挂在住宅的電視天線上。后来，发现山野真由美尸体的女高中生小西早纪也神秘被杀并被倒挂在电线杆上。在主角和花村阳介和里中千枝偶然进入电视世界后，他们遇到了小熊，小熊帮助他们在电视世界与现实世界之间自由出入。他们唤醒了他们的人格面具能力，并且知道了这些受害者是由凶手把受害者们扔进电视世界然后被阴影所杀的，而觉醒了人格面具的主角们能够在现实世界出现雾之前拯救被绑架的受害者。花村阳介、里中千枝、天城雪子、巽完二、久慈川理世和小熊逐一认可了埋藏在内心里的感情─當人片面的否定这些感情是自己的一部分，这些情感的化身会失控而袭击人，但接納这些感情它們就能觉醒為守護自己的人格面具─依次加入特别捜查队。在主角不受歡迎的班主任老师诸冈金四郎被杀挂在屋顶上后，另一所高中的学生久保美津雄也神秘失踪，警察确认这起谋杀案的凶手就是久保美津雄。主角们最终得知久保美津雄只杀死了诸冈金四郎，并没有参与其他的谋杀案，杀人的原因纯粹只是想引起社会大众的注目，并且之前还谎报表示之前两位被害者也是他杀的，曾导致主角等人被误导。全国著名的“侦探王子”白钟直斗也被主角们拯救并觉醒了人格面具，并加入了特别捜查队，白钟直斗实际上是為了避免受到性别歧视而選擇女扮男装的女孩。
当堂岛辽太郎指责参与调查谋杀案的主角时，坏事发生了。在主角被堂岛辽太郎审问期间，堂岛菜菜子被绑架，导致堂岛辽太郎驾驶车辆追捕罪犯，最后他们相撞发生了交通事故。绑架者通过卡车内的电视机与堂岛菜菜子逃到电视世界，受伤严重的堂岛辽太郎拜托主角们救救菜菜子。特别捜查队在电视世界内追踪他们，發現挾持菜菜子的是因與山野真由美外遇而失業的前國會助理生田目太郎，他变成一个外型如同扭曲天使的怪物——国之狭雾，但最终被主角们击败，他和菜菜子都被带到稻羽市医院。当菜菜子似乎死去时，主角群陷入混亂與疯狂，想藉由电视世界杀掉生田目太郎。作为主角，玩家必须藉著指出生田目太郎的动机矛盾與案件还存在许多疑点來阻止大家採取私刑，最终主角们意识到生田目太郎並非兇手，而是一名同樣嘗試阻止事件卻遭到真凶誤導並利用的人，随后玩家推断出堂岛辽太郎的助手足立透才是真正的兇手，而菜菜子也奇迹般活过来。如果玩家决定把生田目太郎扔进电视机，结果菜菜子仍然会死亡；若不能推断出真正的凶手，就会导致无法真正解决神秘谋杀案。兩者都会使电视世界的雾永久停留在现实世界，最终导致人类的死亡。
在确定足立透为罪魁祸首后，主角们在电视世界追踪他。足立透解释说，他杀人只是因为好玩并且认为人类只会相信自己想要相信的东西，其说法被主角们否定。与足立透战斗后證實，他其实是被天之狭雾所半控制着，天之狭雾说明雾对人类有害，并最终导致人类陷入永久的雾中并转变为阴影。在被主角们击败后，他愿意散去现实世界中的雾，并赞叹主角们的决心。被击败的足立透同意为自己的行为承担责任并自首。2012年春天，在主角回家的前一天，如果玩家返回堂岛住宅，游戏结束时伙伴们会送别主角。但是，如果玩家能够意识到「深夜電視」的疑点并试图解决这个疑点，並回到朱尼斯八十稻羽店与伙伴们见面，就可以与他们一起决定对这个案件做个了断。
主角向游戏最开始时遇到的加油站員工質问，該員工最後表示自己是日本女神伊邪那美，是整个游戏事件背后的“导演”。她试图透過雾将电视世界与人类现实世界合并来创造一个理想的世界，这一切都是为了人类的缘故。主角们在电视世界里与伊邪那美战斗，最初无法取胜，被击败的主角被他与其他人的羁绊所赋予的力量所唤醒，并凭借这种力量觉醒了用来击败伊邪那美的新人格面具——伊邪那岐大神。击败伊邪那美后，每个世界的迷雾都散去了，电视世界也恢复了原来的样子。游戏在第二天伙伴们送别主角离开稻羽市后结束。

#### 黃金版劇情
《女神異聞錄4 黃金版》为游戏添加了两个新的社群：足立透和玛丽。玛丽是一个神秘的女孩，暂时居住在天鹅绒房间里，希望找回她失去的记忆，如果玩家與捜查隊的同伴與他建立起良好的友誼，更深層的真相將隨她的真實身分一同被發掘出來。
如果玩家将足立透的社群提升到一定等级，玩家可以选择对特别捜查队隐瞒足立透是凶手的身份，从而让这宗神秘谋杀案最终都不得以解决。主角在稻羽市的最后一天，玩家可以选择去找足立透并作为共犯销毁与案件有关的重要证据从而背叛伙伴们。足立透接着威胁主角，说如果主角没有接听他的电话，主角就会因为销毁证据而被捕。主角与足立透的社群会达到满级。
若玩家仍選擇解決神秘谋杀案，在特别捜查队击败天之狭雾后，玛丽會在天鹅绒房间失踪，玛格丽特答应为主角尋找玛丽。主角和伙伴们决定在放假期间一起去滑雪，在此期间，他们偶然发现了一个有电视机的小屋。这台电视机原来就是玛丽逃往的空洞之森的入口。他们发现玛丽实际上是久须美大神（クスミノオオカミ），負責當伊邪那美大神的眼線，当天之狭雾被击败后，雾被吸收到玛丽的身体裡。玛丽原本的计划是自杀，以便雾不会再遍布於世界，但主角等人反对此舉，于是选择击败她并将她从迷雾的控制中解救出来。
击败伊邪那美大神之后，玛丽发现她自己其实是女神伊邪那美命（イザナミノミコト），负责守护人类并实现他们的愿望。但随着人们不再寻找真相而只相信自己想相信的东西，她分裂成久须美大神（玛丽）、伊邪那美大神、天之狭雾和国之狭雾。随着国之狭雾、天之狭雾和伊邪那美大神被击败与她融合，她再次变成伊邪那美命并从天鹅绒房间消失。真结局随后出现，主角上车离开稻羽市后，游戏直接跳至五个月后（以及《女神異聞錄4 終極深夜鬥技場》事件之后）的2012年8月，主角在暑假期间又回到了稻羽市。在离开火车站后，他发现生田目太郎正在竞选市议员，以弥补他之前绑架别人的过错。主角最终和他的朋友们相见，伙伴们都发生了一些改变，并且在堂岛家一起开了一个惊喜派对。
在开派对的时候，主角知道了伙伴们以及镇上其他人的一些变化，得知足立已经被拘留起诉，并且得知玛丽改名为久须美鞠子并担任播报员。根据玩家之前发展玛丽的社群，玛丽可能会在播报天气预报时宣布对主角的爱，这让正在看天气预报的伙伴们难以置信。在菜菜子的提议下，众人一同欢迎主角回家。游戏最终以一张包括玛丽在内的所有伙伴们的合照结束，照片中的所有人都露出了微笑。

## 社群系統
社群（Community），簡稱「Commu」，與前作《女神異聞錄3》中同樣的系統。主角與同伴或其他遇見的人物交流的羈絆，只要滿足條件社群就會產生，經過各種活動來提高等級。等級分為1～MAX（10）等10個等級，等級越高在Persona合體時的獎勵經驗值會越多。
而同伴的社群等級提升時，會學會「代替主角受到致命一擊」、「追擊」及「令到敵人倒地」等行動。如果同伴的等級到達MAX時，同伴的Persona就會進化。
社群的名稱皆取材自塔羅牌的牌卡名稱。
| 編號 | 秘儀（Arcana）              | 社群                        | 備註 |
| 00   | 「愚者」 （，Fool）         | 自稱特別調查隊（）          | 與「自稱特別調查隊」的社群。 主角及同伴們的社群，會隨劇情發展提升等級。                                  |
| 01   | 「魔術師」 （，Magician）   | 花村陽介（）                | 與花村陽介的社群。                                                                                       |
| 02   | 「女教皇」 （，Priestess）  | 天城雪子（）                | 與天城雪子的社群。                                                                                       |
| 03   | 「女皇」 （，Empress）      | 瑪格麗特（）                | 與瑪格麗特的社群。                                                                                       |
| 04   | 「皇帝」 （，Emperor）      | 巽完二（）                  | 與巽完二的社群。                                                                                         |
| 05   | 「教皇」 （，Hierophant）   | 堂島遼太郎（）              | 與堂島遼太郎的社群。                                                                                     |
| 06   | 「戀愛」 （，Lovers）       | 久慈川理世（）              | 與久慈川理世的社群。                                                                                     |
| 07   | 「戰車」 （，Chariot）      | 里中千枝（）                | 與里中千枝的社群。                                                                                       |
| 08   | 「正義」 （，Justice）      | 堂島菜菜子（）              | 與堂島菜菜子的社群。                                                                                     |
| 09   | 「隱士」 （，Hermit）       | 狐狸（）                    | 與住在神社的狐狸的社群。                                                                                 |
| 10   | 「命運」 （，Fortune）      | 白鐘直斗（）                | 與白鐘直斗的社群。                                                                                       |
| 11   | 「力量」 （，Strength）     | 長瀨大輔（）、 一條康（）   | 與運動部的同級生，長瀨太輔（足球部）及一條康（籃球部）的社群，選擇籃球部或足球部會有不同的對手。         |
| 12   | 「倒懸者」 （，Hanged Man） | 小西尚紀（）                | 與第二受害者小西早紀的弟弟－－小西尚紀的社群。                                                           |
| 13   | 「死神」 （，Death）        | 黑田久乃（）                | 與在河原遇見的老婦黑田久乃的社群。                                                                       |
| 14   | 「節制」 （，Temperance）   | 南繪里（）                  | 與學童保育的兼職中認識的母親南繪里的社群。                                                               |
| 15   | 「惡魔」 （，Devil）        | 上原小夜子（）              | 與在稻羽市立醫院工作的護士上原小夜子的社群。                                                             |
| 16   | 「塔」 （，Tower）          | 中島秀（）                  | 與家庭教師的兼職中認識的學生中島秀的社群。                                                               |
| 17   | 「星星」 （，Star）         | 小熊（）                    | 與小熊的社群，會隨劇情發展提升等級。                                                                     |
| 18   | 「月亮」 （，Moon）         | 海老原愛（）                | 與運動部經理人海老原愛的社群。                                                                           |
| 19   | 「太陽」 （，Sun）          | 小澤結實（）、 松永綾音（） | 與文化部的同級生，小澤結實（戲劇部）或松永綾音（管樂部）的社群。 選擇戲劇部或管樂部會有不同的對手。      |
| 20   | 「審判」 （，Judgement）    | 追求真實的同伴們（）        | 與「追求真實的同伴們」的社群。 「愚者」的「自稱特別調查隊」社群等級達到MAX時出現，會隨劇情發展提升等級。 |
| 21   | 「世界」 （，World）        |                             | 沒有對應的社群，追求真實的盡頭。                                                                         |
| 00   | 「小丑」 （，Joker）        | 足立透（）                  | 與足立透的社群，只能透過特殊情況提升至MAX。 在一定情況下社群的秘儀（Arcana）會改變為「欲望」。           |
| 11   | 「欲望」 （）               | 足立透（）                  | 與足立透的社群，只能透過特殊情況提升至MAX。 在一定情況下社群的秘儀（Arcana）會改變為「欲望」。           |
| 20   | 「永劫」 （，Aeon）         | 瑪麗（）                    | 與瑪麗的社群。                                                                                           |

## 設定及用語
人格面具（Persona）
駕馭心靈而得到的力量。任何人都擁有，在心裡隱藏著的「另一個自己」，在觸到自己心底的時候出現的人格；或在人面對外界的事物時，表現在外的「人格」；也可以視為人為了面對各種困難，而將自己武裝起來的「面具」。
據伊格爾所言，人格面具是由「心靈」所控制的能力，而「心靈」則必須藉由「羈絆」來加以充實。
有著神或魔的形態，能令人的力量和可能性醒覺。亦是打倒「陰影」的唯一手段。
本作召喚人格面具的方式是擊碎自身人格面具所對應秘儀的塔羅牌卡片進行召喚，而且在正常情況下無法在現實世界中召喚使用。
在《女神異聞錄4 黃金版》中，正式中文翻譯為「人格面具」。
不羈（Wild）
是包含了「世界」在內，能使用所有塔羅牌人格面具的究極的秘儀和將人格面具合體的能力。
相較於其他人格面具，成長的速度異常的緩慢，但只要和同伴結下強烈的羈絆就能提升力量。
塔羅牌的編號是「0」，代表著無限的可能性。
在《女神異聞錄4 黃金版》中，正式中文翻譯為「不羈」。
陰影（Shadow）
居住在異空間的物種，專獵食人類的心靈。有著個體實力極端強大但數量稀少的稀有存在。
因為受到電視世界中的迷霧所影響而凶暴化，普通的人類根本沒有反抗能力，只有具有人格面具力量的人才能抵抗。
自己的「影」
在成為同伴之前，各人埋藏在內心裡的感情在電視中出現。特徵是瞳孔為混濁的金色。
若那時承認「影」是自己時，就會變成人格面具成為力量。
當否定「影」是自己時，「影」就會吸收周圍的陰影得到力量而失控襲擊自己，這時必須要戰勝內心的煩惱才能重新收服。
眼镜
因為電視世界中總是被迷霧籠罩，只要戴上小熊所製作的眼鏡即可看清電視世界的真實模樣。可以減輕迷霧對身心的影響。
小熊本身的眼睛就有透鏡的效果所以不需要眼鏡。
深夜電視
在稻羽市傳出的傳言。「在午夜0時下雨的夜晚，看著沒有開著的電視上自己的臉，會看到別人，而畫面上的影像就是他的命運。」主角嘗試這個傳言，而聽到自己人格面具的聲音。在深夜電視中浮現的人，在濃霧出現的時候就會成為受害者。
其本質是映射出人們對特定人物想要窺視其內心世界的願望，並會以戲仿的方式製作出人們對該人物的想法的人物風格與曖昧場景。該人物在深夜電視中的形象會與現實世界有著鮮明且極大的差距。
天之狹霧被打敗後便沒有再出現了。
動畫版中主角曾嘗試著把其中的內容給錄下，但最後失敗了。
電視世界（TV world）
正式的名稱為「空洞之森」。只有具備特定素質者才能透過電視進入的謎之世界。當中充滿迷霧，能見度非常差。
進出的場所可以任意決定，主角等人是以朱尼斯賣場內的電視為進入點。
進入其中的人會因為自身的「影」所持有的煩惱和情結而在此世界產生反應出現特有的領域。若在其中死亡會出在現實世界某處的電視天線上，但原理不明。
霧
電視世界的霧。不會因為進入的人越多就變得稀薄，長時間接觸會對身心造成惡劣的影響。
霧的真面目依照天之狹霧所言，是人們對「遮掩真相」的慾望所產生。
伊邪那美被打敗後便沒有再出現了。
天鵝絨房間（Velvet Room）
《女神異聞錄系列》慣例登場的謎之房間，在這間房間可以進行人格面具合體。
夢與現實、意識與無意識、精神與物質中間的世界。在這間房間是不會發生毫無意義的事情。
普通的陰影是無法進入這間房間，能夠進入這間房間的人就只有擁有値得培育的「自我」的客人。要成為這間房間的客人就必須定立特別的契約。
「契約者之鑰」是天鵝絨房間的客人的證明，能讓客人自由進出這間房間。
由於該房間的形態是會根據身為契約者的客人的命運與心境而有所變化的，所以本作的天鵝絨房間是於加長型禮車之中。

## 开发
根据游戏总监桥野桂的说法，虽然“早些时候已经有了一些想法”，但是《女神异闻录4》开发直到《女神异闻录3》发布之后才开始。开发团队由《女神异闻录3》的原开发团队和一些新员工组成，其中就有《女神异闻录3》的粉丝。Atlus打算改进《女神异闻录3》的游戏玩法和故事要素，以确保《女神异闻录4》不会被认为只是前作的翻版。桥野桂说：“为了实现这个目标，我们尝试给《女神异闻录4》玩家带来一个具体的目标和一个必要的动机，以此来刺激他们，所以我们在故事中加入了一宗神秘的谋杀案件。”桥野桂表示一些小说家如阿瑟·柯南·道尔、阿加莎·克里斯蒂和橫溝正史等人都给《女神异闻录4》的情节极大的启发。《女神异闻录4》于2008年3月在日本游戏杂志《Fami通》上正式亮相。该文章详细介绍了该游戏的谋杀案件、小镇环境和新的天气系统。该游戏的北美发布日期在加利福尼亚州洛杉矶的2008 Anime Expo上宣布。Atlus没有为《女神异闻录4》制作像《女神异闻录3 FES》那样的后日谈。《女神异闻录4》允许玩家在战斗中完全控制其他角色，这是由于《女神异闻录3》大部分负面玩家评论是游戏中其他角色只能由很傻的AI控制。由于角色关系和人物对话非常多，主角在学校生活中包含的游戏数据量非常大，以至于曾担心它可能无法装在一张光盘里。过场动画由雲雀工作室制作。
稻羽市的设计基于富士山旁的一个小镇。根据游戏总监桥野桂的说法，其小镇设计是《女神异闻录4》的开发者们之间充满争议的一个地方，因为每个员工都有属于自己的小镇形象。于是他们开始实地考察以确定稻羽市的设计。稻羽市不是一个有旅游景点的乡村小镇，而是一个不出名的“一无所有”的地方。桥野桂形容这座小镇“无论它的好坏，都只是一个普通的小镇”。与其他拥有很大可探索场景的开放世界角色扮演游戏不同，《女神异闻录4》主要发生在稻羽市这个小镇，而这也减小了开发成本，并使得Atlus有更大的空间开发其衍生游戏。中心剧情设定还可以让玩家身临其境，对游戏中的日常生活感同身受。为了防止剧情设定无聊，开发团队增加了一些特殊事件来让游戏更加有趣。相对于女神异闻录游戏前几作的以希腊罗马神话为基础设定的人格面具，这作的人格面具以此为基础还受到了日本神明的启发。不同角色的人格面具设计还基于当前角色的个性，设计团队在设计人格面具时有很大的创作自由，因为虽然每个日本神明具有鲜明的性格与特点，但他们的外表不明确。阴影是由桥野桂大多是自己独立设计的，但是女性阴影是在女性员工的帮助下设计的。
根据主编Nich Maragos的说法，尽管人物角色都生活在农村小镇，但《女神异闻录4》角色的设计外貌和声音都很“正常”，像现代城市的高中生一样。最初，他想把人物角色设计成更接近城市风格的形象。“很多人物角色并不是真正的乡下人......他们仅仅只是生活在一个不是大都市的地方。”在采访《女神异闻录4》开发团队时，1UP.com编辑Andrew Fitch指出，这个小镇的花村阳介和主角的发型比其他角色更时尚。艺术总监副岛成记使用发型来区分城市和小镇的角色。“特别是花村阳介，我给了他设计了一些饰品，比如头戴式耳机和一辆自行车，让玩家明显知道他来自城市。”

### 本地化
与《女神异闻录3》一样，《女神异闻录4》的英文本地化由Atlus USA的Yu Namba和Nicholas Maragos负责，此外还有四位翻译和两位编辑。社群的本地化由翻译和编辑之间平分负责。在游戏英文本地化期间，角色的名字由英文玩家的习惯而改名，包括クマ（《女神异闻录4 黄金版》中文译名为“小熊”）被更名为“Teddie”，还有久慈川理世的艺名为“りせちー”（Risechī）改为“Risette”。Nanba还解释了从“Community”（社群）到“Social Link”的游戏机制变化，因为“Community”在英语中有不同的含义，而伊格尔在英文版的谈话中经常提到“society”（社会）和“bonds”（纽带）。名称也因双关语和其他语言差异而改变，包括迷宫的道具的名称，例如“Kae Rail”（《女神异闻录4 黄金版》中文译名为“回家轨道”）改为“Goho-M”，因为该道具用于让玩家返回迷宫的入口可能会被误认为是回家。一些不能理解的日本文化元素也被删除，例如对金田一耕助的引用。在天城雪子、巽完二和久慈川理世的迷宫的名称翻译方面也存在一些问题，因为英文名字是为了适应日本版的原始造型而选择的，而由于久保美津雄迷宫的特殊造型于是命名为“Famicom”。他还谈到了巽完二的阴影的话在西方玩家们的流行程度，以及它如何改变了其他玩家对这个角色的看法。一个不同的变化是，英文配音中特别调查队成员相互称呼使用他人的姓而不是名，而日本版在这方面有所不同。对于配音，编辑们有时会反转名字和姓氏以取得戏剧性效果。
Atlus的高级项目经理Masaru Nanba说，将“Shin Megami Tensei”（真·女神转生）作为英文版的《女神异闻录3》和《女神异闻录4》的标题前缀，这是因为想让它被认为是与《真·女神轉生III－Nocturne》同系列的游戏。然而，“Shin Megami Tensei”并未添加在《女神异闻录4 黄金版》和《女神异闻录4 终极深夜斗技场》中，因为它会导致标题太长，同样在《女神异闻录4 无敌究极背桥摔》也缩短了游戏标题。与《女神异闻录3》一样，尽管该系列粉丝对此有争议，但日本配音中使用的日本敬语仍然被保留在英语配音中，这是因为要忠实于以前作品的翻译。敬辞的发音以及人名的发音，都是本地化团队仔细考虑的几点，英语配音演员习惯这些也需要一段时间。曾在《女神异闻录3》中英语配音的是Yuri Lowenthal，这次Nanba希望他能完成更多工作，他为花村阳介配音，而这个角色比其他主要角色多1000条对话。本地化团队的重要角色是小熊和久慈川理世，因为他们是特别调查队的支援成员。英语配音中的另一个较大的改动是在该作中使用骂人的话语超过了《女神异闻录3》，于是非常恶毒的语言被削减，因为它看起来不合适。由于巽完二是个不良少年，在他的对话中发了很多骂人的话，于是根据情绪状况仔细斟酌来使用咒骂的语言。
本作为《女神异闻录》系列作品第一款支持繁体中文本地化的游戏，中文本地化由索尼电脑娱乐台北中文化中心完成。简体中文本地化则由博特盈（上海）信息科技有限公司完成，本地化测试则由世嘉（上海）软件有限公司进行，伴随《女神异闻录3 携带版》复刻移植版、《女神异闻录5 皇家版》复刻移植版一同于2022年10月及2023年1月发售。

### 音乐
游戏的原创音乐主要由目黑将司编写创作，由平田志穗子演唱，目黑将司觉得她能够把控游戏配乐的情感氛围，歌词由田中怜子所写。目黑将司得知了游戏的故事梗概，以此开始创作音乐，并同时随着故事剧情和角色对话的不断完善，从歌曲的整体开始完善音乐的细节部分。据目黑将司说，歌曲《Pursuing My True Self》和《Reach Out to the Truth》是为了反映游戏主角团的内心冲突。作为片头曲的《Pursuing My True Self》有助于理解角色的冲突，而用于战斗乐曲的《Reach Out to the Truth》强调了这些人物角色通过内心挣扎发挥作用的力量。在所有女神异闻录游戏中的天鹅绒房间中使用的《全人类的灵魂之诗》（全ての人の魂の詩）仍然不变，目黑将司认为这首歌的旋律已经在之前的游戏明确定义了。作曲家喜多條敦志和小塚良太也参与了这款游戏的音乐制作。喜多條之前曾为Atlus的《夢幻騎士VI》和《神使之杖 新血》创作音乐，并为《女神异闻录4》创作了四首主题音乐，而小塚则创作了《朱尼斯主题曲》（ジュネスのテーマ）。
《女神异闻录4》的双碟原声带于2008年7月23日在日本由Aniplex发行，原声带也在北美发行。游戏原声带的A面是游戏预购包含的音乐，而B面是亞馬遜公司独家销售的额外的游戏原声带。与《女神异闻录3》一样，2011年10月26日在日本发行了名为《Never More》（ネバー・モア -「ペルソナ4」輪廻転生）的「輪廻轉生」专辑，其中包含了游戏中人声歌曲的完整版以及部分器樂曲的重混版。《Never More》成为Oricon专辑周排行榜和Billboard日本排行榜的榜首，销售量达到近27,000。

## 发布与评价
| 汇总媒体   | 得分                   |
| ---------- | ---------------------- |
| Metacritic | P4：90/100 P4G：93/100 |

| 媒体         | 得分   |
| ------------ | ------ |
| 1UP.com      | A+     |
| Edge         | 9/10   |
| GamePro      | [ 64 ] |
| GameSpot     | 9/10   |
| GameTrailers | 9.3/10 |
| GameZone     | 8.7/10 |
| IGN          | 9/10   |
| X-Play       | [ 13 ] |
| Fami通       | 33/40  |
| Wired        | 10/10  |

本作荣获日本游戏大赏2009和Fami通2008的优秀赏，皆为得奖名单中唯一一款PS2游戏。

## 主題曲
片頭曲
「Pursuing My True Self」
作詞：南場優，RyoRca / 作曲·編曲：目黑將司 / 主唱：平田志穗子
《女神異聞錄4》的片頭曲。
「Shadow World」
作詞：Benjamin Franklin，作曲·編曲：目黑將司，歌：平田志穗子
《女神異聞錄4 黃金版》的片頭曲。
片尾曲
「Never More」
作詞：小森成雄 / 作曲·編曲：目黑將司 / 主唱：平田志穗子
《女神異聞錄4》的片尾曲。

## 衍生作品

### 漫畫
- 《女神異聞錄4》
- 《女神異聞錄4 The Magician》
- 《女神異聞錄×偵探直斗》（ペルソナ×探偵NAOTO）

### 小說
- 《女神異聞錄4 隨霧消散的記憶》

作者：藤原健市
原创故事。发生在救出雪子后。剧情以阳介、千枝、雪子三人为中心展开，大部分时候主角都没有出场。
- 《女神異聞錄4 Your Affection》

作者：渡海奈穗
- 《女神異聞錄×偵探直斗》（ペルソナ×探偵NAOTO）

作者：間宮夏生

### 動畫
- 《女神異聞錄4》
- 《女神異聞錄4 黃金版》

## 外部連結
官方
- （日語）《女神異聞錄4》官方網站（页面存档备份，存于）
- （日語）《女神異聞錄4 黃金版》官方網站（页面存档备份，存于）
- （英文）《女神異聞錄4》英文官方網站
- （日語）Persona4 the ANIMATION （P4A）日文官方網站（页面存档备份，存于）
- （日語）Persona4 the Golden ANIMATION （P4GA）日文官方網站（页面存档备份，存于）